# مختارة (الشوف)
مختارة هي إحدى القرى اللبنانية من قرى قضاء الشوف في محافظة جبل لبنان. وهي مسقط رأس الزعيم الراحل كمال جنبلاط. تضم القرية أغلبية درزية إلى جانب أقلية مسيحية.